# Gustav Hildebrand
Gustav Hildebrand (* 28. Juni 1925 in Schlüchtern; † 20. Juni 2017) war ein deutscher freischaffender Fotograf und Journalist.
Hildebrand war seit den 1950er Jahren beruflich weltweit tätig, hat sich aber auch in seiner Heimatstadt Schlüchtern und in deren näheren und weiteren Umgebung einen Namen als Chronist gemacht. Er verfügte über ein großes, umfassendes Archiv, das er 2009 der Deutschen Fotothek übergeben hat, bei der fast 7000 Bilder von ihm online recherchierbar sind.
1982 wurde er wegen seiner Verdienste um die Photographie in die Deutsche Gesellschaft für Photographie (DGPh) berufen.
2005 ist er in Würdigung und Anerkennung besonderer Verdienste auf dem Gebiet des Kulturlebens, der Heimatpflege und der Heimatgeschichte der Stadt Schlüchtern mit dem Stadtsiegel der Stadt Schlüchtern ausgezeichnet worden.

## Werke
- G. Hildebrand, F. Schaub: Bad Orb. Verlag des Verkehrsvereins. diverse Auflagen ab 1984
- C. Gräter, G. Hildebrand: Odenwald und Bergstraße. H. Stürtz, Würzbg. 1982, ISBN 3800301830, 3. Auflage 1994
- G. Hildebrand, L. Kramarczyk: Wetterau und Vogelsberg. H. Stürtz Würzburg, 1983, ISBN 3800301989
- G. Hildebrand, L. Kramarczyk: Die Brüder Grimm. Lebenswege und Märchenwelt, H. Stürtz Würzburg, 1987, ISBN 3800302527
- E. Mahlo, G. Hildebrand: Bad Kissingen. H. Stürtz Würzburg, 1989, ISBN 3800303027
- G. Hildebrand, L. Kramarczyk: Des Reiches Strasse – Die Frankfurt-Leipziger Handelsstraße. 1990, ISBN 3803513340
- G. Hildebrand: Begegnungen – fotografiert und notiert. CoCon-Verlag, Hanau 1994, ISBN 3928100246
- G. Hildebrand: Mein Vater – der Vogelhändler. Ein Leben zwischen Kaiserreich und Bundesrepublik. CoCon-Verlag, Hanau 1999, ISBN 3928100734
- G. Hildebrand: Unsere Schulzeit in den 50er Jahren. Wartberg 2001, ISBN 3831311854
- S. Seidenfaden, G. Hildebrand: Frauen in Hessen. Wartberg 2002, ISBN 3831313113
- G. Hildebrand: Kindheit und Jugend in Franken in den 50er Jahren. Wartberg 2002, ISBN 3831310556
- G. Hildebrand: Schlüchtern – Bilder einer vergangenen Zeit. Sutton Verlag, 2005, ISBN 3897029065
- G. Hildebrand: U-Bahn, Zeil und Wolkenkratzer. Sutton Verlag, 2007, ISBN 978-3-86680-150-9
- G. Hildebrand: Bei uns im Revier., Sutton Verlag, 2007, ISBN 978-3-86680-217-9
- G. Hildebrand: Schlüchtern – Erinnerungen in Bildern. Sutton Verlag, 2009, ISBN 978-3-86680-550-7